# مكاتب تحقيق رؤية السعودية 2030
مكاتب تحقيق الرؤية هي مكاتب مهيأة لإدارة التحول في الوزارات والمؤسسات المعنية بتنفيذ رؤية السعودية 2030 ومتابعة سير أعمال برنامج التحول الوطني، وضمان حوكمة رؤية المملكة 2030. صدر الأمر السامي بالبدء في إنشاء مكاتب لتحقيق الرؤية في 1437هـ - 2016م.

## المهام
- تحديد التوجهات والخطط الاستراتيجية في القطاع ومواءمتها مع  رؤية 2030 ومستهدفات برنامج التحول الوطني.
- المراجعة بشكل دوري وقياس الإنجاز.
- تحديد التحديات وتطوير الأهداف الاستراتيجية
- التنسيق مع كافة الوحدات التنظيمية في إعداد الخطط التفصيلية لبرامج ومشاريع ومبادرات برنامج التحول الوطني داخل المنشأة
- إدارة وتنفيذ الاستراتيجيات ومراقبتها.
- تحقيق التكامل بين الجهات المعنية داخل المنشأة وخارجها لتوحيد الجهود وتحقيق نتائج أسرع.
- تقديم المساندة والدعم لضمان تحقيق الأهداف والمستهدفات.
- عقد الشراكات الاستراتيجية والتنسيق مع شركاء المبادرة.
- المساهمة في رفع مشاركة القطاع الخاص في تحقيق رؤية المملكة 2030.

## مكاتب تحقيق الرؤية في الوزارات
- وزارة البيئة والمياه والزراعة تشارك الوزارة في 9 من برامج تحقيق الرؤية من خلال العديد من المبادرات والمشاريع التي يقودها مكتب تحقيق الرؤية داخل الوزارة
- وزارة المالية يقدم المكتب الصلاحيات اللازمة لقطاعات الوزارة لتنفيذ المبادرات، واستثمار تقنية المعلومات والأساليب الحديثة في إدارة خطط الرؤية[2]
- وزارة الطاقة والصناعة والثروة المعدنية تساهم وزارة الطاقة والصناعة والثروة المعدنية في تحقيق أكثر من نصف الأهداف الاستراتيجية والالتزامات المرتبطة برؤية السعودية 2030، وتتلخص أعمال المكتب في إدارة الأداء وحل المعوقات، والمساندة في التخطيط، وتحقيق أوجه التكامل، والتواصل الداخلي وبناء القدرات، والتواصل الإعلامي.[3]
- وزارة التجارة يعتبر المكتب وحدة إدارية تتبع لوزير التجارة مباشر، وتتولى مسؤولية تطبيق آلية منظمة لتذليل العقبات، لضمان تحقيق النتائج المطلوبة في المجالات ذات الأولوية لمنظومة التجارة والاستثمار.[4]
- وزارة الحج والعمرة تتكفل وزارة الحج والعمرة بالدرجة الأولى بتنفيذ المبادرات والخطط والشراكات الاستراتيجية في برنامج خدمة ضيوف الرحمن وهو أحد برامج تحقيق رؤية السعودية 2030، ويهدف إلى رفع مستوى الوعي لدى الحجاج والمعتمرين ورفع مستوى الوعي لدى العاملين في منظومتي الحج والعمرة وإيجاد آلية لرفع مستوى التنسيق بين الجهات المعنية في القرارات والإجراءات الخاصة بمنظومتي الحج والعمرة .
- وزارة الصحة يعمل مكتب تحقيق الرؤية على تنفيذ عدد من مبادرات وبرامج تحقيق الرؤية داخل وزارة الصحة وتشمل التحول المؤسسي ونموذج الرعاية الصحية، والصحة الإلكترونية، ومشاركة القطاع الخاص
- وزارة الشؤون الإسلامية والدعوة والإرشاد
- وزارة العمل والشؤون الاجتماعية
- مكتب تحقيق الرؤية في وزارة التعليم: يرتبط مباشرة بوزير التعليم، وتتبع له: إدارة الاستراتيجية، إدارة المشاريع، إدارة التغيير، إدارة الموارد البشرية، إدارة المالية، إدارة التواصل والإعلام، إدارة الشراكات والاستشارات. ويقوم بتمثيل وزارة التعليم والجهات التابعة لها أمام الجهات ذات العلاقة بتنفيذ برامج وتوجهات وأهداف رؤية المملكة 2030، والإشراف على بناء وتنفيذ وتقويم وتطوير برامج وزارة التعليم والجهات التابعة لها، وإدارة وتقويم الأداء ومؤشرات ومبادرات وزارة التعليم والجهات التابعة لها في برنامج التحول الوطني 2020 والبرامج المحققة لرؤية المملكة 2030. إضافة لتقديم الدعم والمساندة لقطاعات وزارة التعليم والجهات التابعة لها، وتوفير الدعم التحليلي وحل المشاكل للقضايا الحرجة التي تواجه وزارة التعليم والجهات التابعة لها في تحقيق الرؤية 2030، ونشر ثقافة الأداء وتطويره في قطاعات وزارة التعليم والجهات التابعة لها، وبناء شركات مع الجهات ذات العلاقة في الأجهزة الحكومية بما يحقق التكامل في تحقيق رؤية المملكة والتعريف بالرؤية 2030 في قطاعات وزارة التعليم وبناء شركات والاتفاقيات مع القطاع الخاص وغير الربحي داخل المملكة وخارجها وكذلك المنظمات والهيئات الدولية للمشاركة في تنفيذ البرامج المحققة لرؤية 2030، وتطوير قدرات العاملين في مكتب تحقيق الرؤية وقطاعات الوزارة والجهات التابعة لها في مجال التخطيط الاستراتيجي وإدارة التغيير وإدارة الأداء وقياسه وتطويره وإدارة المشاريع.[5]